# حلوى من قشور حمضية
حلوى من قشور حمضية (بالإنجليزية: Succade) هي نوع من الحلوي المصنوعه من قشور الفواكه الحمضية وبالأخص من ثمرة السترون أوالحمضيات الطبيه التي تتميز بقشرتها السميكه جدا بالإضافة إلى أن طعم القشرة الداخليه لثمرة السترون هو أقل مرارة من تلك الحمضيات المصنعة.

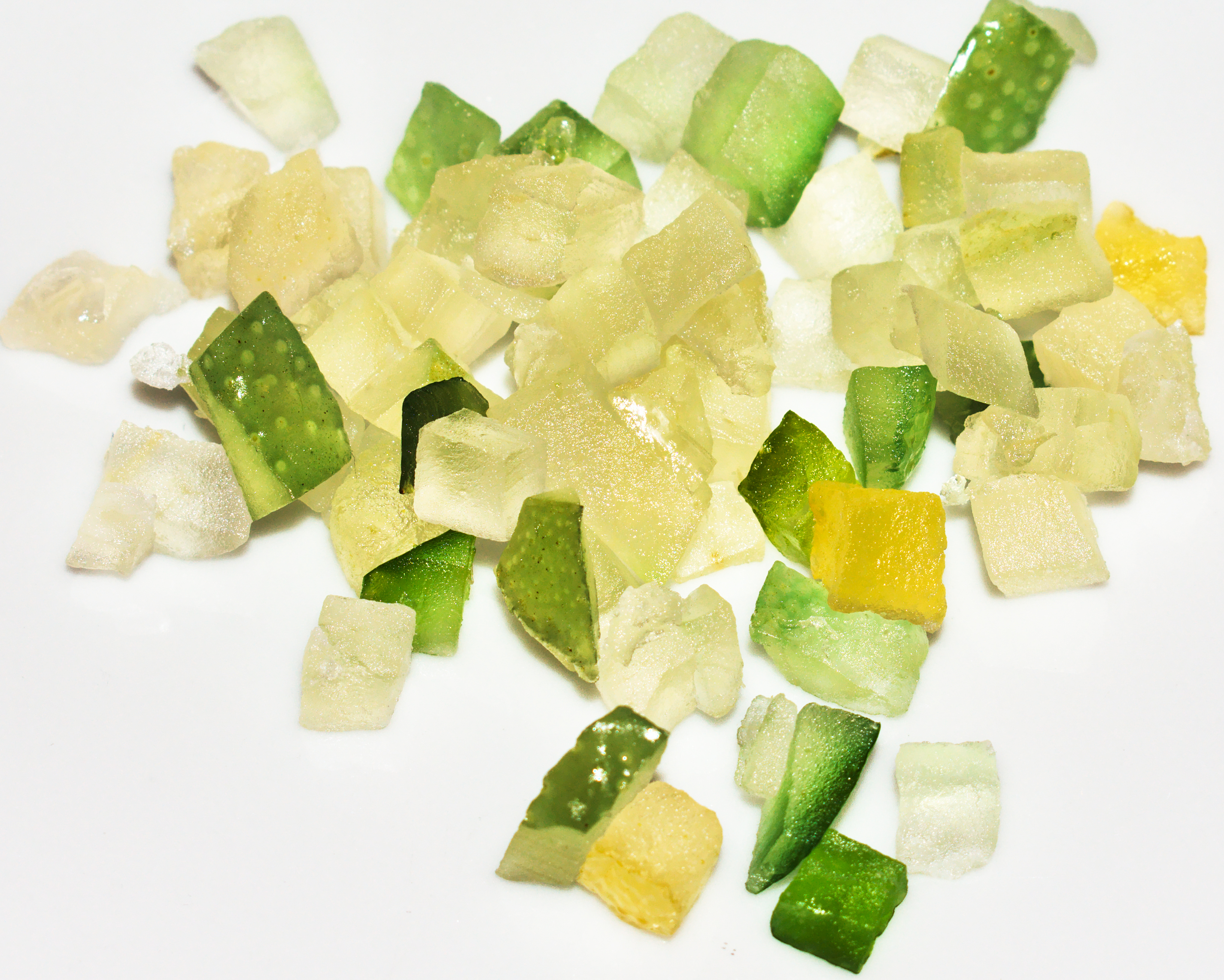

ومع ذلك فإن المصطلح يطلق أحيانا علي القشر أو الجذر أو حتى الثمرة كلها سواء كانت من الفاكهة أو من الخضار. مثل البقدونس والشمر والقرع التي تحظي بطعم مر وتعطي ناتج حلو ومر عندما تتم عملية غليها مع السكر وتشمل أيضا الفواكه التي تحتوي علي طعم حلو وتؤكل عادة مثل التمر والكريز والاناناس والزنجبيل وقشره البطيخ.